# Mahmoud El-Bana
Mahmoud El-Bana (arabisch محمود البنا, DMG Maḥmūd al-Banā; * 30. Dezember 1981 in Kafr El-Sheikh) ist ein ägyptischer Fußballschiedsrichter. Seit 2014 steht er auf der FIFA-Schiedsrichterliste.

## Karriere

### Vereinsmannschaften
Erste bekannte Partien von ihm in der Egypt Premier League und dem Egypt Cup entstammen aus der Saison 2012/13. In der darauffolgenden Saison pfiff er zudem erstmals auch eine Playoff-Partie hier. Auf internationaler Ebene hatte er in der 1. Runde der CAF Champions League im März 2015 dann auch seinen ersten Einsatz, wo er eine Partie zwischen USM Algier und AS Pikine leitete. Im April und Mai wurden dann auch noch erstmals Spiele unter seiner Leitung im CAF Confederation Cup ausgetragen.
Am 5. Mai 2023 leitete er das diesjährige Supercup-Spiel zwischen dem Pyramids FC und Al Ahly. Zudem sammelte er ab Juli 2023 auch erste Einsätze im Arab Club Champions Cup.
Nebst der eigenen nationalen Liga hatte er auch in anderen Ländern schon ein Gastspiel. Zum Beispiel durfte er am 7. Oktober 2018 eine Ligapartie in Tunesien zwischen CS Sfaxien und Espérance Tunis leiten. Danach folgten auch noch ein paar weitere Spiele in dieser Liga, welcher er pfiff.

### Nationalmannschaften
Nach der Aufnahme auf die FIFA-Liste leitete er am 26. März 2015 erstmals ein Freundschaftsspiel zwischen A-Nationalmannschaften, hierbei trat die Mannschaft von Ägypten als Gastgeber für den Gast Äquatorialguinea auf. Ein paar Jahre später fanden dann auch ein paar Spiele der Qualifikation für den Afrika-Cup 2019 statt, welche er leitete.
Die Nominierung für sein erstes großes Turnier zwischen A-Nationalmannschaften erhielt er dann schließlich für die Afrikanische Nationenmeisterschaft 2021, wo er mindestens ein Spiel der Gruppenphase leitete. Danach folgte auch eine weitere Nominierung für den Afrika-Cup 2022, wo das Gruppenspiel zwischen Tunesien und Mauretanien unter ihm stattfand.